# Szentbenedek
Szentbenedek (románul Mănăstirea) falu Romániában, Erdélyben, Kolozs megyében.

## Nevének eredete
Nevét Szent Benedek tiszteletére szentelt templomáról kapta.

## Fekvése
Déstől 5 km-re délkeletre, a Kis-Szamos jobb partján fekszik.

## Története
1308-ban Scenbenedek néven említik először. Várkastélyának romjai a Szamos jobb partján emelkedő dombon vannak. Valamikor bencés kolostornak épült, de 1592-ben felvonóhidas védelmi kastéllyá, erődítménnyé alakították.
A 17. század folyamán  kapta meg jelenlegi formáját; többször bővítették, átalakították. Belsejének legérdekesebb része volt a magyaros ornamentikájú tiszafából faragott lépcsője és a reneszánsz ajtón át megközelíthető rajzos padlójú, festett gerendás nagyterme volt. Kaputornya 1720-ban épült. Kapuja felett a pálosok csensztohovai fekete madonnájának domborműve, kegyképe foglalt helyet.
Utolsó tulajdonosai gróf Kornis Károly és felesége, bethleni gróf Bethlen Berta voltak. A kastély utolsó lakója gróf Kornis Gabriella volt. A kastély utolsó felújítása 1886-ban volt, ezt gróf Kornis Viktor vezette. A kastély azóta pusztul.
A család 1945-ig lakta, az ún. öregkastély az államosítás után elhagyatva elpusztult, értékeit széthordták.
Az öregkastély helyreállítását az 1970-es években megkezdték, azonban a munka rövid időn belül megszakadt. Az épületek állaga ma is rohamosan romlik, az öregkastély nagy része ma már menthetetlen.
Az új kastélyban 2004-ben még a helyi iskola működött.
Alatta az út mellett 12. századi késő gótikus templom áll.
1910-ben 653, többségben román lakosa volt, jelentős magyar kisebbséggel. A trianoni békeszerződésig Szolnok-Doboka vármegye Dési járásához tartozott.
1910-ben épült meg egy a Kis-Szamosból kiágazó csatornán a Dés I. vízerőmű, majd az elcsatolás után, 1923-ban a főágon a Dés II.

## Népesség
2002-ben 737 lakosa közül 714 fő (96,9%) román, 23 (3,1%) magyar volt. 2011-ben 708 lakosa volt.

## Látnivalók
- Szent Kereszt felmagasztalása templom, 12. századi gótikus templom
- Szent Miklós ortodox templom a 18. századból
- Kornis-kastély